# Поуп, Джереми
Джереми Поуп (англ. Jeremy Pope, род. 9 июля 1992 года, Орландо, Флорида, США) — американский актёр и певец, наиболее известный по главным ролям в мини-сериале «Голливуд» и фильме «Проверка», а также работам на Бродвее.
Двукратный номинант на премию «Тони», номинант на «Грэмми», «Эмми» и «Золотой глобус».

## Биография
Джереми Поуп родился 9 июля 1992 года в городе Орландо.
Поуп — шестой человек в истории премии «Тони», удостоенный двух актёрских номинаций за разные роли в один год: в категории «Лучший актёр в пьесе» за роль Фаруса Джонатана Янга в пьесе «Хорист» и в категории «Лучший актёр второго плана в мюзикле» за роль Эдди Кендрикса в мюзикле «Не слишком гордые» в 2019 году. Участие в последнем также принесло Поупу номинацию на премию «Грэмми» в категории «Лучший альбом музыкального театра» в 2020 году.
В 2020 году Поуп снялся в мини-сериале Netflix «Голливуд», роль в котором принесла ему номинацию на «Эмми» в категории «Лучший актёр в мини-сериале или телефильме». В 2022 году Поуп снялся в своей первой главной кинороли в драме «Проверка» и был номинирован на премию «Золотой глобус» в категории «Лучший актёр в драматической картине».

## Фильмография
| Год  |   | Русское название   | Оригинальное название | Роль              |
| ---- | - | ------------------ | --------------------- | ----------------- |
| 2018 | ф | Рейнджер           | The Ranger            | Джерк             |
| 2020 | с | Голливуд           | Hollywood             | Арчи Коулман      |
| 2020 | ф | Одна ночь в Майами | One Night in Miami    | Джеки Уилсон      |
| 2021 | с | Поза               | Pose                  | Кристофер         |
| 2022 | ф | Проверка           | The Inspection        | Эллис Френч       |
| TBA  | ф | Сотрудничество     | The Collaboration     | Жан-Мишель Баския |

## Награды и номинации
| Год  | Премия         | Категория                                     | Работа            | Результат |
| ---- | -------------- | --------------------------------------------- | ----------------- | --------- |
| 2019 | Тони           | Лучшая мужская роль в пьесе                   | Хорист            | Номинация |
| 2019 | Тони           | Лучшая мужская роль второго плана в мюзикле   | Не слишком гордые | Номинация |
| 2020 | Грэмми         | Лучший музыкальный театральный альбом         | Не слишком гордые | Номинация |
| 2020 | Эмми           | Лучшая мужская роль в мини-сериале или фильме | Голливуд          | Номинация |
| 2023 | Золотой глобус | Лучшая мужская роль — драма                   | Проверка          | Номинация |